# 長野県立下諏訪向陽高等学校
もしかして
- 長野県下諏訪向陽高等学校

ではありませんか？